# Бернхард, Люсьен
Люсьен Бернхард (нем. Lucian Bernhard, 15 марта 1883 — 29 мая 1972) — немецкий графический дизайнер, шрифтовик, преподаватель, дизайнер интерьера и художник первой половины двадцатого века. Он родился в Штутгарте, Германия, 15 марта 1883 как Эмиль Кан (нем. Emil Kahn) в еврейской семье, но изменил свое имя на его более известный псевдонимом в 1905 году. Его имя часто пишется Lucien.

## Карьера
Он сыграл важную роль, помогая создать новый стиль в дизайне, известный как Plakatstil (Плакатный стиль), в котором используются упрощенные изображения и плоские цвета, а также Sachplakat (Предметный постер), который ограничивается образом рекламируемого предмета и названием бренда. Он также известен разработкой плакатов для обуви Stiller, сигарет Manoli, и спичек Priester.
Некоторое время учился в Академии в Мюнхене, но в большей степени он был самоучкой. Он переехал в Берлин в 1901 где работал в качестве дизайнера плакатов и журналов. В 1920—1923 годах он был профессором Академии, после эмигрировал в Нью-Йорк. В 1928 году он с Рокуэллом Кентом, Полем Пуаре, Бруно Паулем, и Эрихом Мендельсоном открыл Contempora Studio, где работал как графический художник и дизайнер интерьеров. После 1930 года работал художником и скульптором до дня смерти 29 мая 1972 года.

## Личная жизнь
Люсьен Бернхард был отцом фотографа Рут Бернхард.

## Гарнитуры
- Bernhard Antiqua (1912, Bauer)
- Bernhard Fraktur (1912-22, Bauer)
- Bernhard Privat (1919)
- Bernhard Brush Script (1925, Bauer)
- Bernhard Cursive + Bold (1925, Bauer), также известен как Madonna and Neon Cursive, входит в «Madonna Ronde» Стефенсона Блейка
- Lucian series (1925, Bauer), позже издан как Belucian компанией Font Bureau
- Lucian + italic также известен как Graphic Light
- Lucian Bold + italic также известен как Graphic Bold
- Bernhard Schönschrift (1925-28)
- Bernhard Bold Condensed (1926, Lanston Monotype)
- Bernhard Handschrift (1928, Bauer) Bernhard Roman + Italic (Bauer)
- Bernhard Fashion (1929, ATF and Intertype)
- Bernhard Gothic series (ATF)
- Bernhard Gothic Light (1929)
- Bernhard Gothic Medium (1929)
- Bernhard Gothic Light Italic (1930)
- Bernhard Gothic Heavy (1930)
- Bernhard Gothic Extra Heavy(1930)
- Lilli (1930, Bauer)
- Negro (1930, Bauer), позже издан как Berlin Sans by Font Bureau
- Bernhard Booklet + Italic (1932, ATF)
- Bernhard Tango (1934, ATF)
- Bernhard Tango Swash Capitals (1939, ATF), известен в Европе как Aigrette
- Bernhard Modern series (ATF)
- Bernhard Modern Roman (1937)
- Bernhard Modern Bold (1938)
- Bernhard Modern Bold Italic (1938)
- Bernhard Modern Condensed (1938)

### Шрифты в стиле Бернхард
- Berthold Block (1908, Berthold Type Foundry), созданный Хайнцем Хоффманом, по слухам, был вдохновлен шрифтовыми формами плакатов Бернхарда того времени.[7]
- Concerto Rounded SG (2002, Spiece Graphics), разработанная дизайнером Jim Spiece в 2002 году, на основе шрифтов для концертных программ Бернхарда 1920-х годов .[8]